# Departamentul Mvoung
Departamentul Mvoung este un departament din provincia Ogooué-Ivindo  din Gabon. Reședința sa este orașul Ovan.